# Batalla de Marton
La batalla de Marton o Meretum se libró el 22 de marzo de 871 entre las fuerzas sajonas de Etelredo I de Wessex y las del caudillo vikingo Ivar el Deshuesado. No se ha podido localizar con exactitud el emplazamiento, aunque los indicios apuntan a Wiltshire o Dorset. Fue un nuevo capítulo bélico que siguió a la batalla de Ashdown, tras la cual Etelredo y su hermano Alfredo se habían retirado hasta Basing, Hampshire, donde se enfrentaron al caudillo Ivar, aunque en esta ocasión la derrota fue para los sajones. Como la muerte de Etelredo se ha fechado el 23 de abril de 871, se ha supuesto que o bien el rey sajón murió durante el conflicto o por las heridas sufridas en el campo de batalla, ya que las crónicas contemporáneas no ofrecen una respuesta adecuada. Tampoco hay certeza sobre el lugar exacto donde ambas fuerzas se enfrentaron, aunque hay propuestas que sugieren Merton cerca de Londres, Merton en Oxfordshire, Marden en Wiltshire o Martin en Dorset. Las zonas más occidentales son las que tienen el favor de los historiadores, puesto que el rey fue enterrado poco después en la iglesia de Wimborne, Dorset.